# Општина Корехидора (Керетаро)
Корехидора (шп. Corregidora) општина је у Мексику у савезној држави Керетаро. Општина се налази на надморској висини од 1816 м.

## Становништво
Према подацима из 2010. у општини је живело 143073 становника.

### Хронологија
| Година       | 2000                  | 2005                   | 2010                   |
| ------------ | --------------------- | ---------------------- | ---------------------- |
| Становништво | 74558 (36018 / 38540) | 104218 (50583 / 53635) | 143073 (69373 / 73700) |

### Попис
| \| \| м \| \| \| ж \| \| 0—2 \| 4.082 \| \| \| 3.839 \| \| 3—5 \| 4.209 \| \| \| 4.199 \| \| 6—11 \| 8.558 \| \| \| 8.245 \| \| 12—14 \| 3.912 \| \| \| 3.841 \| \| 15—17 \| 3.858 \| \| \| 3.977 \| \| 18—24 \| 7.911 \| \| \| 8.483 \| \| 60+ \| 4.365 \| \| \| 5.239 \| \| Просек : \| 28,8 \| \| \| 29,9 \| |       |  |  |       |
| |       |  |  |       |
| | м     |  |  | ж     |
| 0—2 | 4.082 |  |  | 3.839 |
| 3—5 | 4.209 |  |  | 4.199 |
| 6—11 | 8.558 |  |  | 8.245 |
| 12—14 | 3.912 |  |  | 3.841 |
| 15—17 | 3.858 |  |  | 3.977 |
| 18—24 | 7.911 |  |  | 8.483 |
| 60+ | 4.365 |  |  | 5.239 |
| Просек : | 28,8  |  |  | 29,9  |

| #   | Индикатор                                                                                        | Вредност |
| --- | ------------------------------------------------------------------------------------------------ | -------- |
| 1   | Становништво од 0 до 2 године                                                                    | 7921     |
| 2   | Мушко становништво од 0 до 2 године                                                              | 4082     |
| 3   | Женско становништво од 0 до 2 године                                                             | 3839     |
| 4   | Становништво са 3 и више година                                                                  | 133852   |
| 5   | Мушко становништво са 3 и више година                                                            | 64639    |
| 6   | Женско становништво са 3 и више година                                                           | 69213    |
| 7   | Становништво са 5 и више година                                                                  | 128169   |
| 8   | Мушко становништво са 5 и више година                                                            | 61824    |
| 9   | Женско становништво са 5 и више година                                                           | 66345    |
| 10  | Становништво са 12 и више година                                                                 | 108641   |
| 11  | Мушко становништво са 12 и више година                                                           | 51872    |
| 12  | Женско становништво са 12 и више година                                                          | 56769    |
| 13  | Становништво са 15 и више година                                                                 | 100888   |
| 14  | Мушко становништво са 15 и више година                                                           | 47960    |
| 15  | Женско становништво са 15 и више година                                                          | 52928    |
| 16  | Становништво са 18 и више година                                                                 | 93053    |
| 17  | Мушко становништво са 18 и више година                                                           | 44102    |
| 18  | Женско становништво са 18 и више година                                                          | 48951    |
| 19  | Становништво од 3 до 5 година                                                                    | 8408     |
| 20  | Мушко становништво од 3 до 5 година                                                              | 4209     |
| 21  | Женско становништво од 3 до 5 година                                                             | 4199     |
| 22  | Становништво од 6 до 11 година                                                                   | 16803    |
| 23  | Мушко становништво од 6 до 11 година                                                             | 8558     |
| 24  | Женско становништво од 6 до 11 година                                                            | 8245     |
| 25  | Становништво од 8 до 14 година                                                                   | 18854    |
| 26  | Мушко становништво од 8 до 14 година                                                             | 9616     |
| 27  | Женско становништво од 8 до 14 година                                                            | 9238     |
| 28  | Становништво од 12 до 14 година                                                                  | 7753     |
| 29  | Мушко становништво од 12 до 14 година                                                            | 3912     |
| 30  | Женско становништво од 12 до 14 година                                                           | 3841     |
| 31  | Становништво од 15 до 17 година                                                                  | 7835     |
| 32  | Мушко становништво од 15 до 17 година                                                            | 3858     |
| 33  | Женско становништво од 15 до 17 година                                                           | 3977     |
| 34  | Становништво од 18 до 24 године                                                                  | 16394    |
| 35  | Мушко становништво од 18 до 24 године                                                            | 7911     |
| 36  | Женско становништво од 18 до 24 године                                                           | 8483     |
| 37  | Женско становништво од 15 до 49 година                                                           | 42348    |
| 38  | Становништво са 60 и више година                                                                 | 9604     |
| 39  | Мушко становништво са 60 и више година                                                           | 4365     |
| 40  | Женско становништво са 60 и више година                                                          | 5239     |
| 41  | Однос између мушкараца и жена                                                                    | 94.13    |
| 42  | Становништво од нуле до 14 година                                                                | 40885    |
| 43  | Становништво од 15 до 64 године                                                                  | 94517    |
| 44  | Становништво од 65 година и више                                                                 | 6371     |
| 45  | Просечан број деце                                                                               | 1.92     |
| 46  | Становништво рођено у ентитету                                                                   | 86879    |
| 47  | Мушко становништво рођено у ентитету                                                             | 42515    |
| 48  | Женско становништво рођено у ентитету                                                            | 44364    |
| 49  | Становништво рођено у другом ентитету                                                            | 53292    |
| 50  | Мушко становништво рођено у другом ентитету                                                      | 25421    |
| 51  | Женско становништво рођено у другом ентитету                                                     | 27871    |
| 52  | Становништво од 5 година и више резидентно у ентитету у јуну 2005. године                        | 111897   |
| 53  | Мушко становништво старосног доба од 5 година и више, резидентно у ентитету у јуну 2005. године  | 53980    |
| 54  | Женско становништво старосног доба од 5 и више година, резидентно у ентитету у јуну 2005. године | 57917    |
| 55  | Становништво од 5 година и више које је живело у другом ентитету у јуну 2005. године             | 14502    |
| 56  | Мушко становништво старије од 5 година које је живело у другом ентитету у јуну 2005. године      | 6824     |
| 57  | Женско становништво старије од 5 година које је живело у другом ентитету у јуну 2005. године     | 7678     |
| 58  | Становништво од 3 године и више које говори аутохтони језик                                      | 563      |
| 59  | Мушко становништво старо 3 године и више које говори аутохтони језик                             | 280      |
| 60  | Женско становништво старо 3 године и више које говори аутохтони језик                            | 283      |
| 61  | Становништво од 3 године и више које говори аутохтони језик и не говори шпански језик            | 1        |
| 62  | Мушко становништво старо 3 године и више које говори аутохтони језик и не говори шпански         | 0        |
| 63  | Женско становништво старо 3 године и више које говори аутохтони језик и не говори шпански језик  | 1        |
| 64  | Становништво старо 3 године и више које говори аутохтони језик и шпански                         | 330      |
| 65  | Мушко становништво старо 3 године и више које говори аутохтони језик и шпански                   | 163      |
| 66  | Женско становништво старо 3 године и више које говори аутохтони језик и шпански                  | 167      |
| 67  | Становништво од 5 година и више које говори аутохтони језик                                      | 550      |
| 68  | Становништво од 5 година и више које говори аутохтони језик и не говори шпански језик            | 1        |
| 69  | Становништво од 5 година и више које говори аутохтони језик и говори шпански језик               | 328      |
| 70  | Становништво у домородачким домаћинствима                                                        | 1264     |
| 71  | Становништво са ограничењима у активностима                                                      | 3195     |
| 72  | Становништво са ограниченим ходањем или кретањем, горе или доле                                  | 1740     |
| 73  | Становници са ограничењима вида, чак и уз кориштење сочива                                       | 702      |
| 74  | Становништво са ограничењима говора, комуникације или конверзације                               | 318      |
| 75  | Становништво са ограниченим слухом                                                               | 345      |
| 76  | Становништво са ограничењима при одевању, купању или јелу                                        | 207      |
| 77  | Становништво са ограничењима у опажању или учењу једноставних ствари                             | 180      |
| 78  | Становништво са менталним ограничењима                                                           | 478      |
| 79  | Становништво без ограничења активности                                                           | 137860   |
| 80  | Становништво од 3 до 5 година које не похађа школу                                               | 2701     |
| 81  | Мушко становништво од 3 до 5 година које не похађа школу                                         | 1393     |
| 82  | Женско становништво од 3 до 5 година које не похађа школу                                        | 1308     |
| 83  | Становништво од 6 до 11 година које не похађа школу                                              | 289      |
| 84  | Мушко становништво од 6 до 11 година које не похађа школу                                        | 144      |
| 85  | Женско становништво од 6 до 11 година које не похађа школу                                       | 145      |
| 86  | Становништво од 12 до 14 година које не похађа школу                                             | 413      |
| 87  | Мушко становништво од 12 до 14 година које не похађа школу                                       | 236      |
| 88  | Женско становништво од 12 до 14 година које не похађа школу                                      | 177      |
| 89  | Становништво од 15 до 17 година похађа школу                                                     | 5951     |
| 90  | Мушко становништво од 15 до 17 година похађа школу                                               | 2852     |
| 91  | Женско становништво између 15 и 17 година живота у школи                                         | 3099     |
| 92  | Становништво од 18 до 24 године похађа школу                                                     | 5794     |
| 93  | Мушко становништво од 18 до 24 године похађа школу                                               | 2904     |
| 94  | Женско становништво од 18 до 24 године похађа школу                                              | 2890     |
| 95  | Становништво од 8 до 14 година које не може да чита и пише                                       | 324      |
| 96  | Мушко становништво старосног доба од 8 до 14 година које не може да чита и пише                  | 184      |
| 97  | Женско становништво старосног доби од 8 до 14 година које не може да чита и пише                 | 140      |
| 98  | Становништво од 15 година и више које је неписмено                                               | 3235     |
| 99  | Мушко становништво од 15 година и више које је неписмено                                         | 1209     |
| 100 | Женско становништво од 15 година и више које је неписмено                                        | 2026     |
| 101 | Становништво старо 15 и више година без школовања                                                | 4544     |
| 102 | Мушко становништво старо 15 и више година без школовања                                          | 1920     |
| 103 | Женско становништво старо 15 и више година без школовања                                         | 2624     |
| 104 | Становништво старосног доба 15 и више година са непотпуним основним образовањем                  | 5637     |
| 105 | Мушко становништво старосног доба од 15 година и више са непотпуном основним образовањем         | 2469     |
| 106 | Женско становништво старосног доба 15 и више година са непотпуном основним образовањем           | 3168     |
| 107 | Становништво старо 15 и више година са комплетним основним образовањем                           | 11249    |
| 108 | Мушко становништво старо 15 година и више са комплетним основним образовањем                     | 5180     |
| 109 | Женско становништво старо 15 и више година са комплетним основним образовањем                    | 6069     |
| 110 | Становништво старосног доба 15 и више година са непотпуним средњим образовањем                   | 3829     |
| 111 | Мушко становништво старосног доба од 15 година и више са непотпуним средњим образовањем          | 2123     |
| 112 | Женско становништво старосног доба од 15 година и више са непотпуним средњим образовањем         | 1706     |
| 113 | Становништво старо 15 и више година са пуним секундарном образовањем                             | 19817    |
| 114 | Мушко становништво старосног доба од 15 година и више са пуним секундарном образовањем           | 9663     |
| 115 | Женско становништво старосног доба од 15 година и више са пуним секундарном образовањем          | 10154    |
| 116 | Становништво старије од 18 година са постосновним образовањем                                    | 52023    |
| 117 | Мушко становништво старије од 18 година са постосновним образовањем                              | 25021    |
| 118 | Женско становништво старије од 18 година са постосновним образовањем                             | 27002    |
| 119 | Просечна оцена школовања                                                                         | 10.79    |
| 120 | Просечан ниво образовања мушке популације                                                        | 10.99    |
| 121 | Просечан ниво образовања женског становништва                                                    | 10.61    |
| 122 | Економски активно становништво                                                                   | 63790    |
| 123 | Економски активна мушка популација                                                               | 38723    |
| 124 | Економски активна женска популација                                                              | 25067    |
| 125 | Становништво које није економски активно                                                         | 44497    |
| 126 | Мушко становништво које није економски активно                                                   | 12942    |
| 127 | Женско становништво које није економски активно                                                  | 31555    |
| 128 | Запослено становништво                                                                           | 60911    |
| 129 | Запослено мушко становништво                                                                     | 36669    |
| 130 | Запослено женско становништво                                                                    | 24242    |
| 131 | Незапослена популација                                                                           | 2879     |
| 132 | Незапослена мушка популација                                                                     | 2054     |
| 133 | Незапослена женска популација                                                                    | 825      |
| 134 | Становништво без права на здравствене услуге                                                     | 36120    |
| 135 | Становништво које има право на здравствене услуге                                                | 105409   |
| 136 | Становништво које има право на ИМСС                                                              | 71045    |
| 137 | Становништво које има право на социјално осигурање                                               | 7032     |
| 138 | Становништво које има право на државно социјално осигурање                                       | 204      |
| 139 | Становништво које има право на опште осигурање или здравствено осигурање за нову генерацију      | 20172    |
| 140 | Становништво које је било једном или није било у браку током 12 година и више                    | 38287    |
| 141 | Венчано или уједињено становништво од 12 година и више                                           | 62228    |
| 142 | Становништво које је било у браку или уједињено 12 година и више                                 | 7917     |
| 143 | Становништво са католичком религијом                                                             | 127763   |
| 144 | Протестанти, еванђелисти и библијски следбеници различити од еванђелиста                         | 8240     |
| 145 | Становништво са другим религијама различитим од претходних                                       | 208      |
| 146 | Становништво без религије                                                                        | 4355     |
| 147 | Укупно пописаних домаћинства                                                                     | 37562    |
| 148 | Пописна домаћинства на челу са мушкарцима                                                        | 29213    |
| 149 | Пописна домаћинства на челу са женама                                                            | 8349     |
| 150 | Становништво у пописним домаћинствима                                                            | 141438   |
| 151 | Становништво у пописним домаћинствима на челу са мушкарцима                                      | 115029   |
| 152 | Становништво у пописним домаћинствима на челу са женама                                          | 26409    |
| 153 | Укупно домаћинстава                                                                              | 47673    |
| 154 | Укупно насељених домаћинстава                                                                    | 37991    |
| 155 | Укупно приватних кућа                                                                            | 47244    |
| 156 | Насељени приватни домови                                                                         | 37562    |
| 157 | Укупно насељених приватних кућа                                                                  | 37974    |
| 158 | Ненасељене приватне куће                                                                         | 7233     |
| 159 | Појединачна домаћинства за привремену употребу                                                   | 2449     |
| 160 | Становници у насељеним приватним кућама                                                          | 141438   |
| 161 | Насељеност станара у приватним становима                                                         | 3.77     |
| 162 | Просечно становника по соби у приватним насељеним домаћинствима                                  | 0.83     |
| 163 | Појединачна домаћинства са подовима од различитих материјала од земље                            | 36097    |
| 164 | Појединачна домаћинства у приземљу                                                               | 1154     |
| 165 | Појединачна домаћинства са једном спаваћом собом                                                 | 8606     |
| 166 | Појединачна домаћинства са две спаваће собе и више                                               | 28829    |
| 167 | Појединачна домаћинства са једним собом                                                          | 1252     |
| 168 | Појединачна домаћинства са две собе                                                              | 3180     |
| 169 | Појединачна домаћинства са 3 собе и више                                                         | 32947    |
| 170 | Појединачна домаћинства која имају електрично светло                                             | 37168    |
| 171 | Појединачна домаћинства која немају електрично светло                                            | 298      |
| 172 | Појединачна домаћинства која имају водоводну воду у стамбеном простору                           | 34135    |
| 173 | Појединачна домаћинства која немају водоводну воду у стамбеном простору                          | 3197     |
| 174 | Појединачна домаћинства која имају тоалет                                                        | 36606    |
| 175 | Појединачна домаћинства која имају канализацију                                                  | 36110    |
| 176 | Појединачна домаћинства која немају канализацију                                                 | 1134     |
| 177 | Појединачна домаћинства која имају електрично светло, довод воде из јавне мреже и канализацију   | 33320    |
| 178 | Појединачна домаћинства без икаквих услова                                                       | 205      |
| 179 | Појединачна домаћинства која имају радио                                                         | 33416    |
| 180 | Појединачна домаћинства која имају телевизор                                                     | 36614    |
| 181 | Појединачна домаћинства која имају фрижидер                                                      | 34895    |
| 182 | Појединачна домаћинства која имају машину за веш                                                 | 30738    |
| 183 | Појединачна домаћинства која имају аутомобил или комби                                           | 26884    |
| 184 | Појединачна домаћинства која имају рачунар                                                       | 20997    |
| 185 | Појединачна домаћинства која имају фиксну телефонску линију                                      | 21728    |
| 186 | Појединачна домаћинства која имају мобилни телефон                                               | 31354    |
| 187 | Појединачна домаћинства која имају приступ интернету                                             | 16590    |